# 왓 빡남 파씨짜른

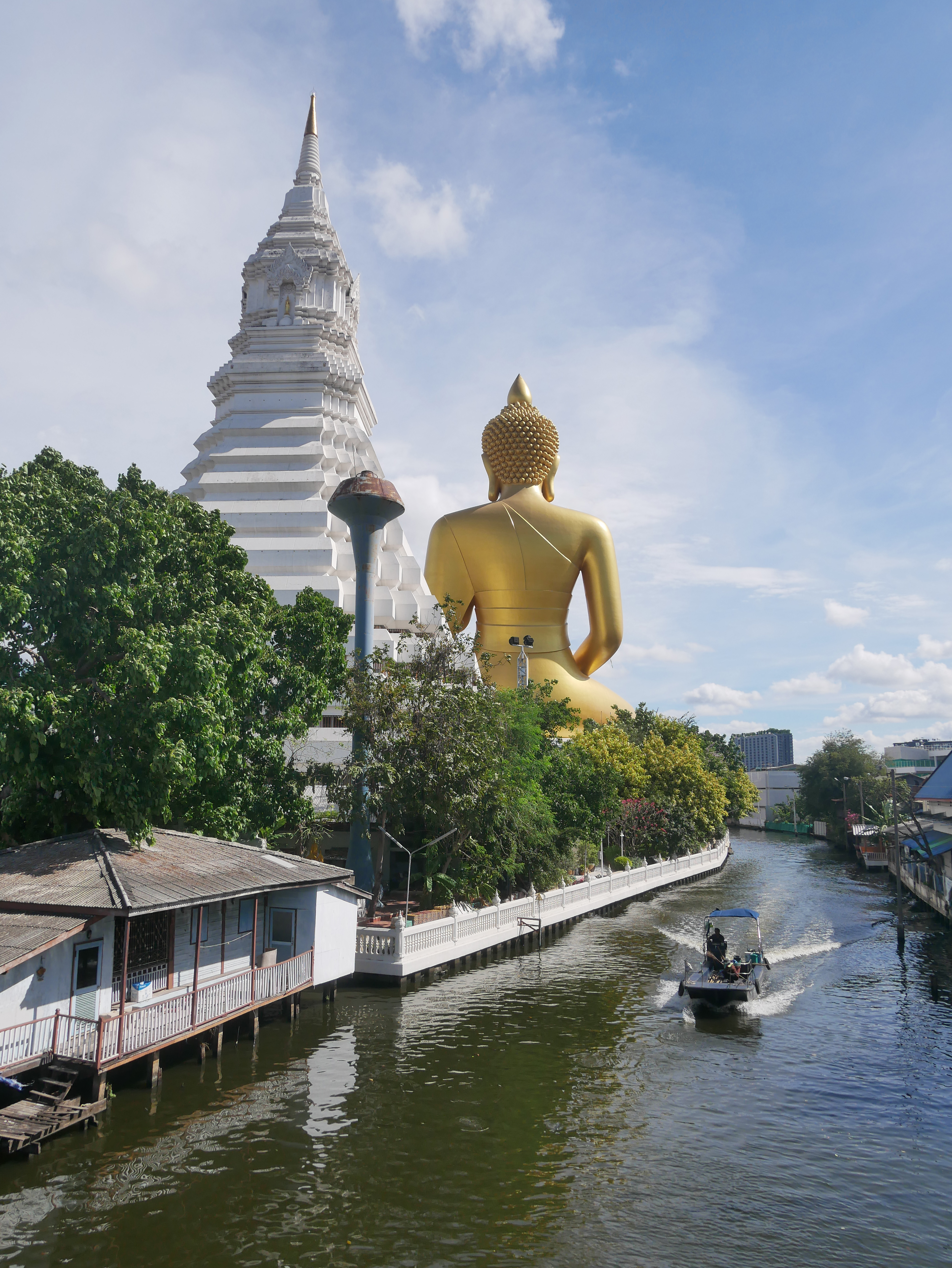

왓 빡남 파씨짜른 또는 왓 빡남 파씨 짜런(태국어: вЂ्त ป้ม้ำภ้ษม่ प्र्त, RTGS: Wat Paknam Phasi Charoen, 영어: Wat Paknam Bhasicharoen)은 방콕 파씨짜른엔 지구 차오프라야강에 위치한 왕실 와트('사원')이다. 마하 니카야 형제회의 일부이며 담마카야 전통의 기원이다. 부유한 지역사회 구성원들의 지원을 받는 크고 인기 있는 사찰이다. 왓 파크남(Wat Paknam)은 아유타야 시대인 1610년에 설립되었으며 19세기 후반까지 태국 왕들의 지원을 받았다.
20세기 초에 성전은 거의 버려지고 파손 상태에 이르렀다. 이 사원은 20세기 전반에 그곳의 수도사였던 명상의 거장 루앙 푸 소드 칸다사로의 지도 하에 대대적인 부흥을 겪었고 널리 알려지게 되었다. 루앙 푸가 죽은 지 7년 후, 솜뎃 추앙 바라푸뇨가 2021년 사망할 때까지 새로운 수도사가 되었다.
솜뎃 추앙은 2015년 태국 승려 공동체의 대행 수장인 최고 총대주교로 임명되었으나 정치적인 이유로 중단되고 결국 철회되면서 국제적인 헤드라인을 장식했고, 태국에서 격렬한 논쟁과 시위가 벌어졌다. 솜뎃 추앙과 그의 조수는 세금 사기 혐의를 받았지만, 솜뎃의 기소는 기각되었고, 그의 조수는 솜뎃 추앙의 총대주교 지명이 철회된 지 이틀 만에 증거 부족으로 무죄 판결을 받았다.
왓 빡남은 자선 활동과 태국 사회에 오계를 전파하는 전국적 프로젝트로 유명하다. 이 사원은 수녀(mae chi)들에게 인기가 있다.